# Ulica Przejście Garncarskie we Wrocławiu
Ulica Przejście Garncarskie (niem. Topfkram) – ulica położona we Wrocławiu na Starym Mieście, w wewnętrznej części tretu. Przecinając północną część bloku zabudowy śródrynkowej łączy zachodnią i wschodnią część Rynku. Ma 106 metrów długości.

## Historia

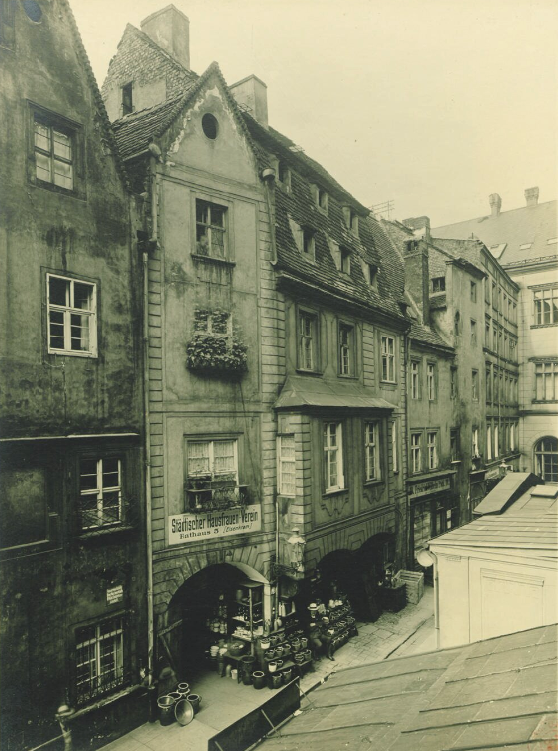
Przejście Garncarskie w latach 1900-1910, kamienice nr 6-10

W miejscu, gdzie dziś wznoszą się kamienice przy Przejściu Garncarskim, w XV wieku znajdowały się Kramy Płócienników sprzedających tu swoje wyroby z surowego białego wzorzystego płótna lnianego. Najwcześniejsza wzmianka o "uliczce płócienników" pochodzi z 1423 roku, choć wzmianka o samych kramach zwanych podcieniami płócienników pochodzi z 1299 lub z 1346 roku. Nazwa ta wiąże się z drewnianymi kramami w formie bud, nakrytych pulpitowym dachem wysuniętym w stronę przejścia. Kramy stały po obu stronach przejścia i sięgały od południa do Kramów Bogatych, a od północy do Smartuza. W 1576 roku rada miejska zakazała wysuwania lad sklepowych i okapów w stronę przejścia na długość większą niż jeden łokieć; uliczka od strony wschodniej i zachodniej została zamknięta zabudową z łukowym przejściem.  
Przejście Garncarskie powstało w miejsce średniowiecznych kramów garncarskich, gdzie handlowano naczyniami kuchennymi i wiklinowymi koszami. Przez długi czas przejście nie miało swojej nazwy, a Kramy Garncarskie nadano w 1868 roku. Jej zabudowa pochodzi głównie z XIX wieku, jednakże w zachodniej jego części znajdują się zabytkowe kamieniczki nr 6, 8, 10, 12 wzniesione w okresie renesansu. Budynki znajdujące się w południowej części Przejścia zostały rozebrane na początku XX wieku, a w ich miejsce jak i w miejsce kamienic nr 25-27 stojących przy wschodniej pierzei tretu wzniesiono dom handlowy Juliusa Henela.   
Podczas działań wojennych w 1945 roku budynki stojące przy wschodniej części Przejścia uległy zniszczeniu, a następnie zostały rozebrane. W rezultacie w tym miejscu przejście zostało poszerzone. W 1965 roku pozostałe budynki zostały wyremontowane. Oba przejścia, Garncarskie i Żelaźnicze, otrzymały swoje oficjalne nazwy 24 marca 1948 roku.